# Megachile quartinae
Megachile quartinae är en biart som beskrevs av Giovanni Gribodo 1884.
Megachile quartinae ingår i släktet tapetserarbin och familjen buksamlarbin. Inga underarter finns listade i Catalogue of Life.